# Àngel Grau i Rodríguez
Àngel Grau i Rodríguez   (Lleida, 16 de febrer de 1975) és un pilot de motociclisme català especialitzat en competicions de supermoto. El 2010 ingressà a l'equip oficial BMW Supermoto SRC per tal de disputar el Campionat estatal de la disciplina.
A 1 de gener de 2010

## Palmarès

### Estatal
- 2003:
  - 3r a la Copa d'Espanya de Supermoto Open (Suzuki)
- 2004:
  - 2n a la Copa d'Espanya de Supermoto Open (Honda)
- 2005:
  - 3r al Campionat d'Espanya de Supermoto (Suzuki)
- 2006:
  - 6è al Campionat d'Espanya de Supermoto (Suzuki)
- 2007:
  - 3r al Campionat d'Espanya de Supermoto S1 (Suzuki)
- 2008:
  - 5è al Campionat d'Espanya de Supermoto S2 (Husaberg)
- 2008:
  - 7è al Campionat d'Espanya de Supermoto S1 (Husaberg)
- 2009:
  - 4t al Campionat d'Espanya de Supermoto S1 (Suzuki)

### Internacional
- 2003:
  - 9è al Supermoto de les Nacions amb l'equip estatal (Honda)
- 2004:
  - 10è al Supermoto de les Nacions amb l'equip estatal (Honda)
  - 13è al Supermoto Extrem de Bolonya (Suzuki)
- 2005:
  - 34è al Campionat Internacional de Supermoto Prestige d'Itàlia (Suzuki)
  - 7è al Supermoto de les Nacions amb l'equip estatal (Suzuki)
- 2006:
  - 13è al Supermoto Extrem de Bolonya (Suzuki)
- 2007:
  - 17è al Campionat del Món de Supermoto S1 (Suzuki)
  - 14è al Supermoto Extrem de Bolonya (Suzuki)
- 2008:
  - 8è al Supermoto de les Nacions amb l'equip estatal (Husaberg)
  - 28è al Campionat del Món de Supermoto S2 (Husaberg)
  - 31è al Campionat del Món de Supermoto S1 (Husaberg)
- 2009:
  - 12è al Supermoto de les Nacions amb l'equip estatal (Suzuki)